# Torre del Reloj (Popayán)
La Torre del Reloj de Popayán, conocida también como La Nariz de Popayán, está ubicada en la esquina suroccidental del Parque Caldas, formada por las calles de El Reloj y Real de las Catedrales (Carrera 7 con Calle 5) en pleno Centro Histórico de la capital del Departamento del Cauca, cumple la función de ser el campanario de la Catedral de Nuestra Señora de la Asunción o del Tránsito; además de convertirse con el tiempo en uno de los emblemas más simbólicos de la ciudad blanca, siendo un punto de referencia para propios y turistas, encima de ser uno de los sitios más fotografiados y visitados del sector monumental.

## Historia

### Antecedentes
La primera misa en las tierras de la actual ciudad blanca fue realizada el 15 de agosto de 1537, cuando la naciente urbe adoptó el nombre de Asunción de Popayán, a causa de la festividad de aquella advocación mariana, que fue designada como la patrona de la región. Se dice que el sitio donde se realizó esta liturgia fue por los terrenos sur de la plaza central, mismo que fue entregado a la recién fundada Diócesis, con el obispo Juan del Valle a la cabeza; por lo que una primitiva choza pajiza fue levantada como una Catedral pro tempore en 1558 que no sobrevivió a los terremotos de final de siglo. Teniendo que ser construida un mejor recinto, con mejores materiales y de mayor calidad.

### SigloXVII
Con la ruina de la primera catedral se vio la necesidad de levantar una más digna y amplia, tarea de la que se encargó fray Diego Domingo de Ulloa que con ayuda de la comunidad se pudieron empezar las obras el 17 de diciembre de 1594. La nueva obra tendría una orientación oriente a occidente (desde el camarín hasta la fachada), la cual daba hacia la Calle de El Reloj (Carrera 7) y se ideó un campanario para la iglesia que se ubicaría en la esquina suroccidente.
Fue el obispo don Cristóbal Bernaldo de Quiroz quien puso la primera piedra del campanario en 1673, constado en una placa que aun es visible en la base de la torre. En sus planos iniciales, constaría de tres cuerpos, uno alto y sin ornamento alguno, que sustentaría a su vez dos pisos de arcos de medio punto hechos con ladrillo separados por pilastras donde se ubicarían las campanas, siendo todo el conjunto coronado por una elegante cúpula, quedando todo concluido hacia 1682. El modelo usado para la construcción sería proveniente de Chiapas, México, por lo que sería de un estilo más barroco churrigueresco.

### Terremoto de 1736
El 2 de febrero de 1736, ocurrió uno de los desastres más catastróficos de la región cuando un sismo devasto casi todo el centro histórico y acabó con la vida de una gran proporción de la población, aunque a pesar de todo, la torre campanario sobrevivió.

### SigloXIX
Con el inicio de la independencia de la Nueva Granada, también comenzó una época turbulenta para la ciudad

### SigloXX
En estos tiempos, el centro se encontraba en un futuro fluctuante con la prometedora llegada del ferrocarril

### Terremoto de 1983
El 31 de marzo de 1983, la ciudad fue semidestruida por un violento sismo